# 酒井新悟
酒井 新悟（さかい しんご、1969年8月20日 - ）は、日本のバレーボール指導者。

## 来歴
滋賀県大津市出身。京都市の花園高等学校・国士舘大学卒業後、地域リーグ日本電装の選手として、実業団リーグの昇格を目指したが、入れ替え戦で勝つことができず、活動休止。福島国体を進める福島県から声がかかり、教員採用試験を受け合格、同県の中学教諭を務めながら、代表チームの一員となる。
国体終了後、当時V1リーグ（2部リーグ）の象印タフボーイズ入り、バレーボール選手として復帰。しかし廃部となった。1999年に新日鉄ブレイザーズ（現・堺ブレイザーズ）に移籍、リベロを担当。引退後はチームに残り、2002年から2009年までコーチ、その間2008年には全日本ジュニアチームのコーチ、そして2009年から2014年まで監督を務め、チームは2010/11シーズンと2012/13シーズンにリーグ優勝を果たした。
2014年からTeam CORE男子監督を約2年半務めてから、2016年に久光製薬スプリングス（当時）の監督に中田久美からバトンを継ぎ就任。女子チームでチャレンジするのは初めてだった。2017/18Vプレミアリーグ・2018-19 V.LEAGUE DIVISION1では優勝となり、優秀監督賞を受賞した。2021-22 V.LEAGUE DIVISION1でも優勝を果たし、5度目の優秀監督賞を受賞した。
2025年5月、監督退任が発表された。6月にクインシーズ刈谷の監督就任が発表された。

## 所属チーム

### 選手
- 花園高等学校
- 国士舘大学（1988-1992年）
- 日本電装
- 福島教員
- 象印タフボーイズ（1995-1998年）
- 新日鉄・堺ブレイザーズ（1999-2002年）

### 指導者
- 堺ブレイザーズ（2002-2014年）
- 日本代表（アンダーカテゴリー）（2008、2014-2016年）
- 久光スプリングス/SAGA久光スプリングス（2016-2025年）
- クインシーズ刈谷（2025年-）

## 受賞歴
- 2011年 - 2010/11 V・プレミアリーグ 優秀監督賞
- 2013年 - 2012/13 V・プレミアリーグ 優秀監督賞
- 2018年 - 2017/18 V・プレミアリーグ 優秀監督賞
- 2019年 - 2018-19 V.LEAGUE DIVISION1 優秀監督賞
- 2022年 - 2021-22 V.LEAGUE DIVISION1 優秀監督賞